# Isshin-ji

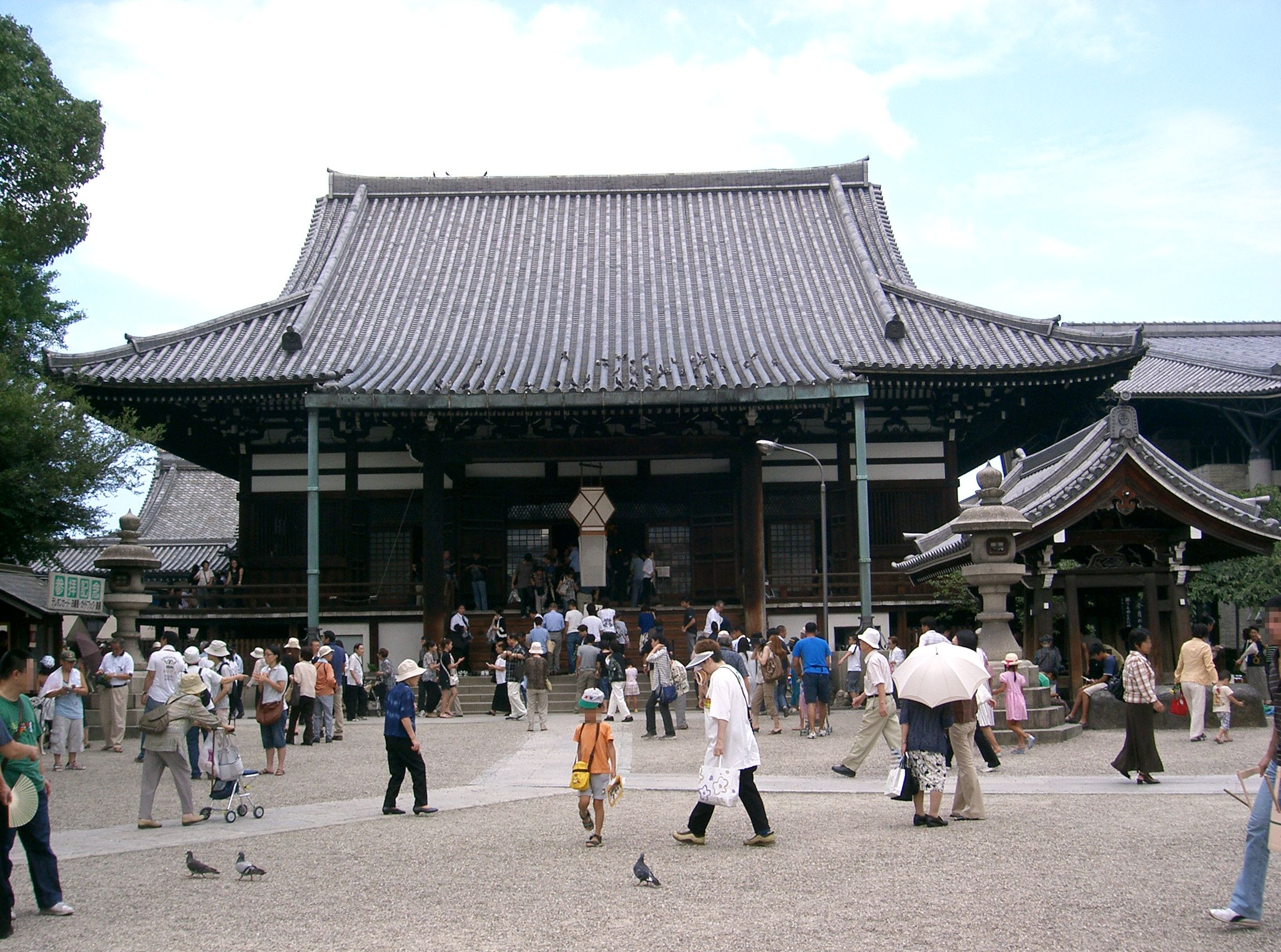
Hon-dō du Isshin-ji

L' Isshin-ji (一心寺) est un temple bouddhiste de la Terre Pure situé dans l'arrondissement Tennōji-ku à Osaka au Japon. À partir de l'ère Meiji, treize sculptures-images ont été créées, chacune incorporant les cendres de dizaines de milliers de fidèles.

## Histoire

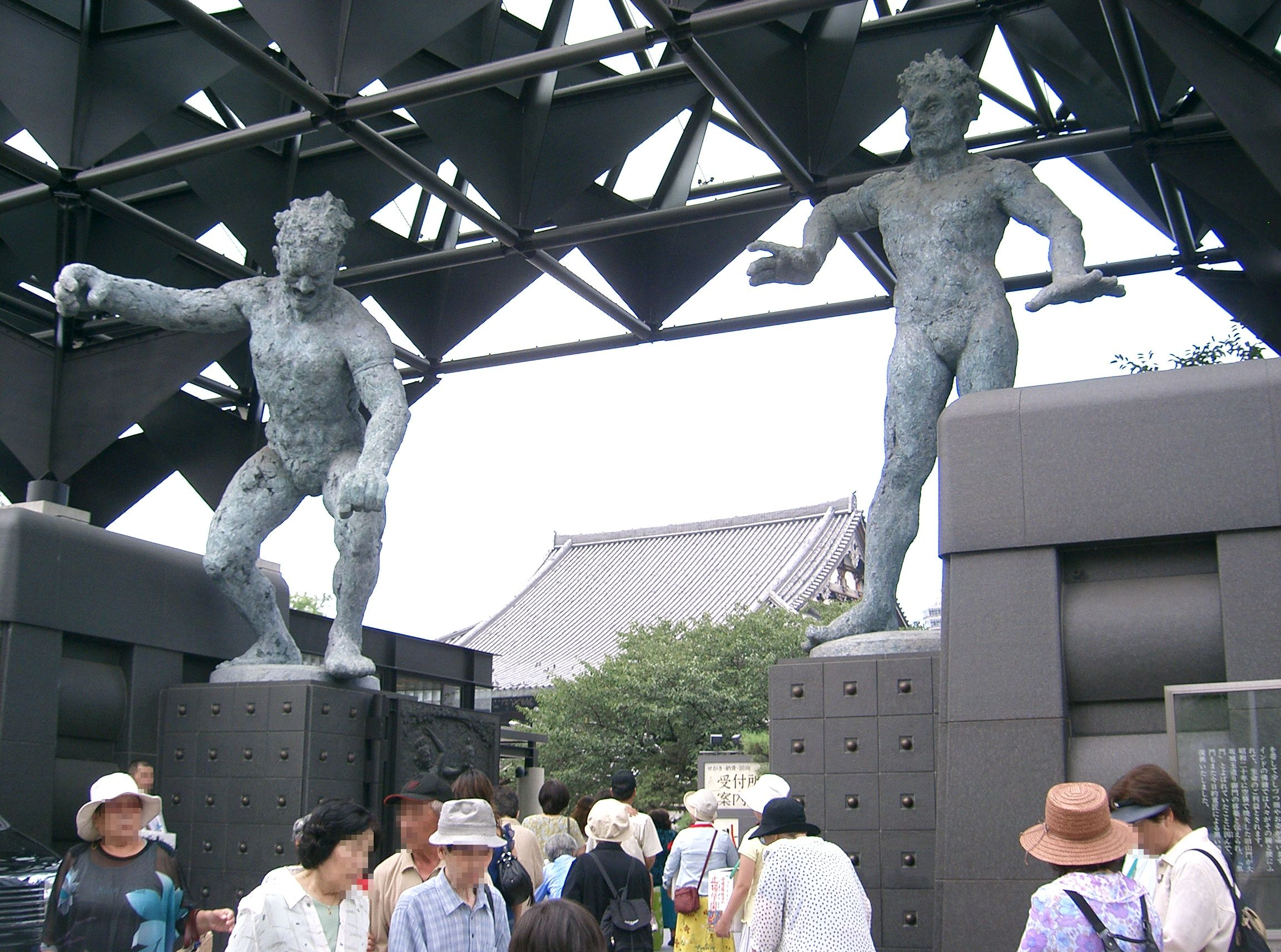
Sanmon (moderne) du Isshin-ji

L'Isshin-ji passe pour avoir été fondé en 1185 par Hōnen. Tokugawa Ieyasu campe au complexe du temple lors du siège du château d'Osaka en 1614/15  et devient le protecteur du temple après sa victoire. C'est à cette époque que Kobori Masakazu conçoit la maison de thé (chashitsu) du Isshin-ji . Ichikawa Danjūrō VIII, le populaire acteur kabuki est enterré dans l'enceinte du temple en 1854 et dès lors, un grand nombre d'urnes funéraires y sont déposées. Vers le milieu des années 1880, il y en a plus de cinquante mille, en partie en raison des limitations de l'espace, et en 1887, le grand prêtre commande à des sculpteurs compétents dans la technique du moulage, la création d'une statue d'Amida Nyorai en mélangeant les cendres avec de la résine. Les bombardements lors de la guerre du Pacifique détruisent le temple et les six statues alors achevées.
Le nōkotsudō est le premier bâtiment à être reconstruit, en 1957, en vue d'abriter les images de dévotion; cette reconstruction est suivie de celle du hon-dō en 1966, du nissōden (accueil des hôtes) en 1977 et du nenbutsu dō en 1992. La porte principale, avec deux statues de gardiens en bronze (kongōrikishi), ajoutée en 1997, est réalisée en acier, béton armé et verre. Le Sanzen Butsudō de 2002, conçu pour ressembler à une église, dispose d'une grande fresque représentant Amida Nyorai, Kannon et Seishi appearing pour accueillir les mourants. Cette peinture passe pour être la plus grande peinture murale tempéra au monde. Le bâtiment est utilisé pour les services religieux, les mariages et comme théâtre pour la troupe expérimentale locale,.

## Okotsu butsu
L'origine du phénomène okotsu butsu (お骨佛) (lit. « Bouddha en os ») remonte à une statue polychrome de 4 m de Jizō datant de 1700, formée par le prêtre (1647-1706) Shingan à partir d'os broyés mélangés avec de l'argile et consacrée au Daien-ji à Kanazawa, où elle se trouve toujours. Le Hōnen-ji (法然寺) à Takamatsu et le Shōjōkei'in (清浄華院) de Kyoto ont depuis suivi l'exemple du Isshin-ji. Alors que les six premières statues ont été perdues lors de la guerre, sept autres ont depuis été créées et une collecte est en cours pour la quatorzième, tous sont d'Amida :
- No. 7 (1948), à partir de fragments des six premières statues et les cendres de 220 000 personnes supplémentaires
- No. 8 (1957), des cendres de 160 000 personnes
- No. 9 (1967), des cendres de 150 000 personnes
- No. 10 (1977), des cendres de 127 619 personnes
- No. 11 (1987), des cendres de 145 664 personnes
- No. 12 (1997), des cendres de 150 726 personnes
- No. 13 (2007), des cendres de 163 254 personnes[8].

## Autres trésors
Les trésors désignés propriétés culturelles municipales comprennent un rouleau peint de l'époque d'Edo des légendes du temple, huit documents relatifs à l'histoire du temple, et un portrait du début du XVIIIe siècle d'un prêtre du temple.

## Crédit d'auteurs
- (en) Cet article est partiellement ou en totalité issu de l’article de Wikipédia en anglais intitulé « Isshin-ji » (voir la liste des auteurs).